# Bank of China Tower

Model budowy Bank of China Tower

Bank of China Tower – wieżowiec w Hongkongu, siedziba Bank of China.
Zaprojektowany w pracowni architektonicznej I.M. Pei & Partners wieżowiec jest jednym z najbardziej znanych budynków na świecie. Jego budowa rozpoczęła się 18 kwietnia 1985, a oficjalne otwarcie nastąpiło 17 maja 1990. Budynek ma 72 piętra, a wraz z antenami osiąga 367,4 metrów wysokości. Jest pierwszym budynkiem poza Stanami Zjednoczonymi, który przekroczył wysokość tysiąca stóp. Tytuł najwyższego budynku poza USA dzierżył do 1992.
W budynku działa 45 wind. Podziemny parking może pomieścić 370 samochodów. Na 43 piętrze znajduje się niewielki punkt obserwacyjny otwarty dla zwiedzających.

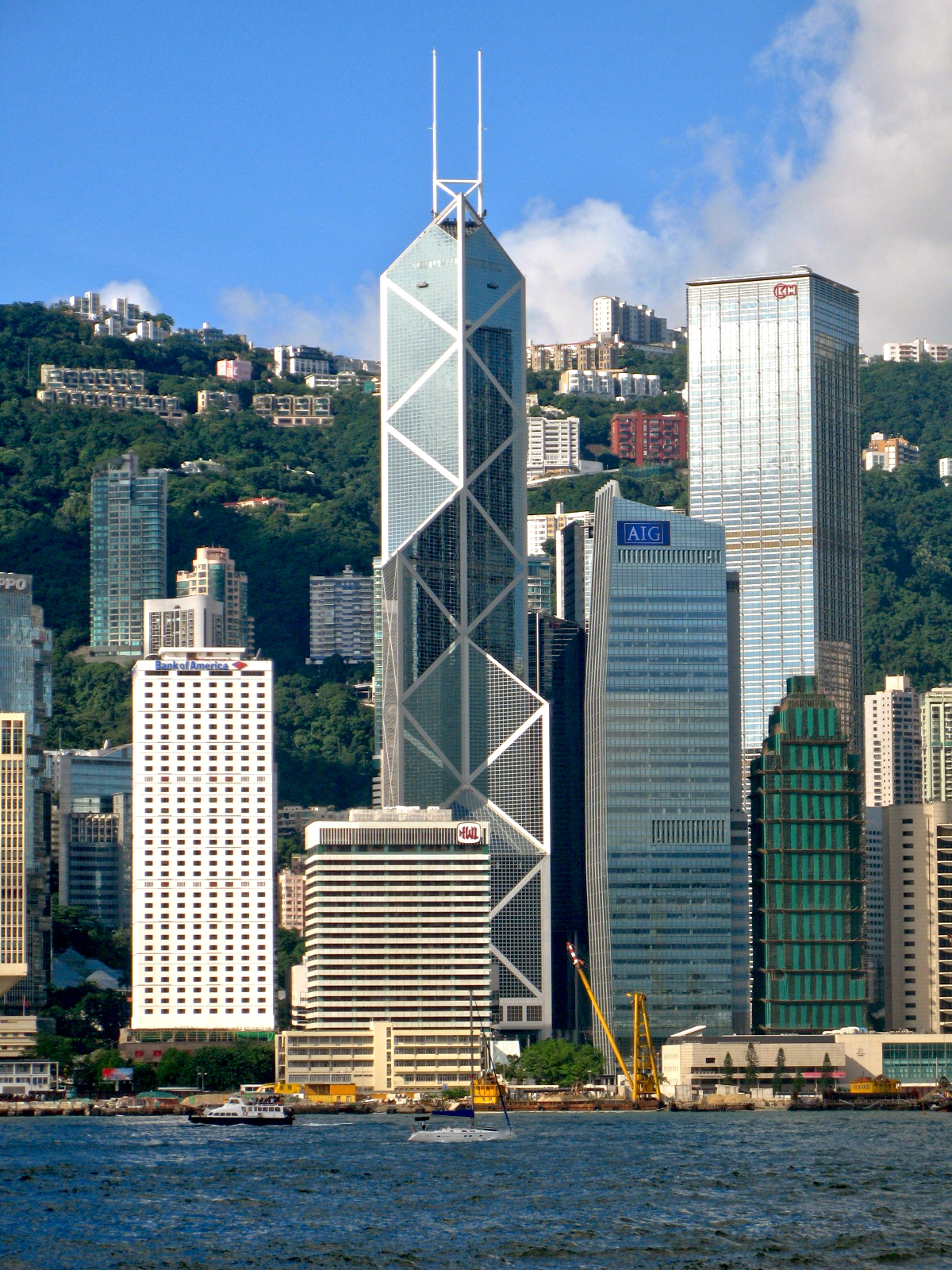
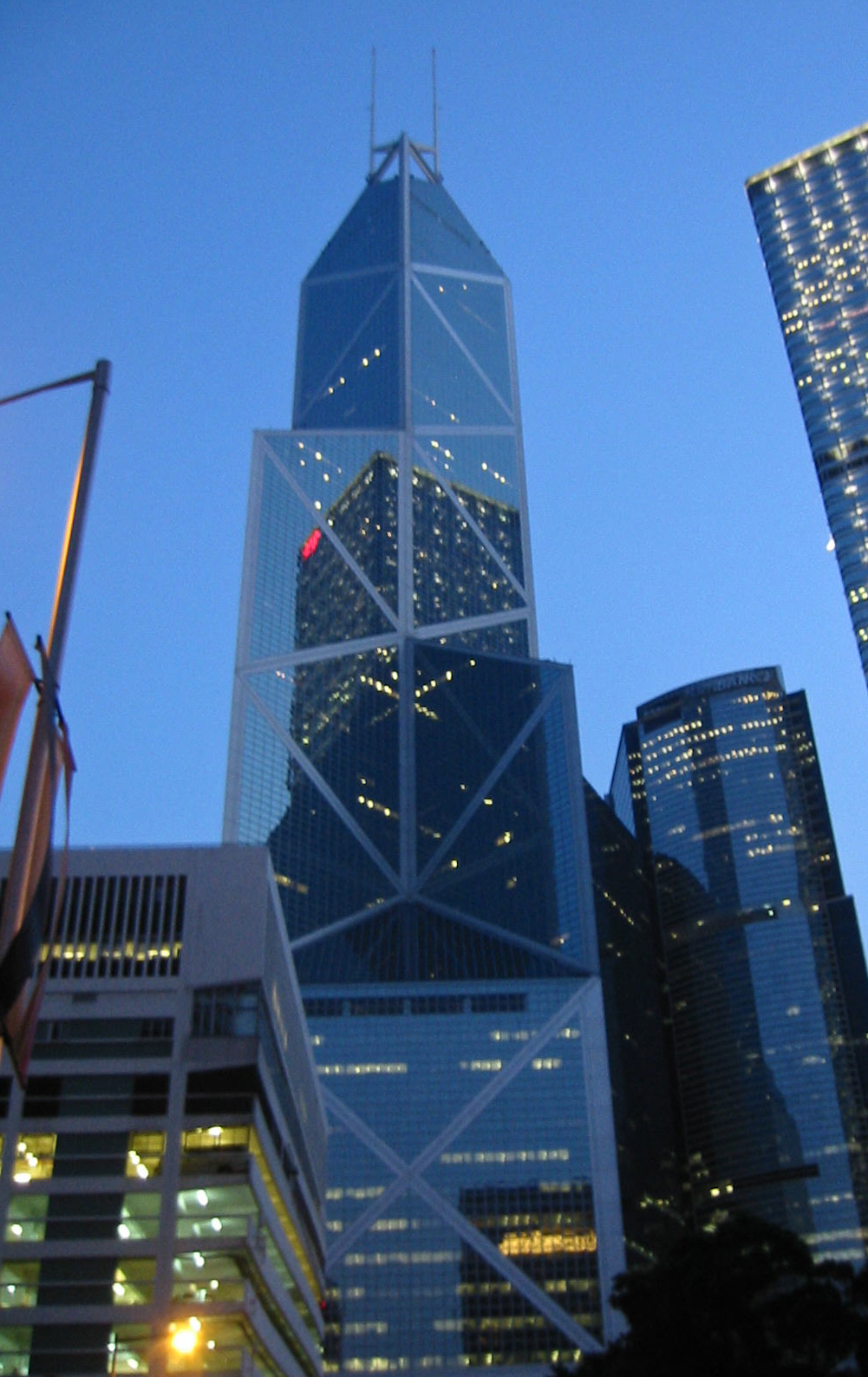
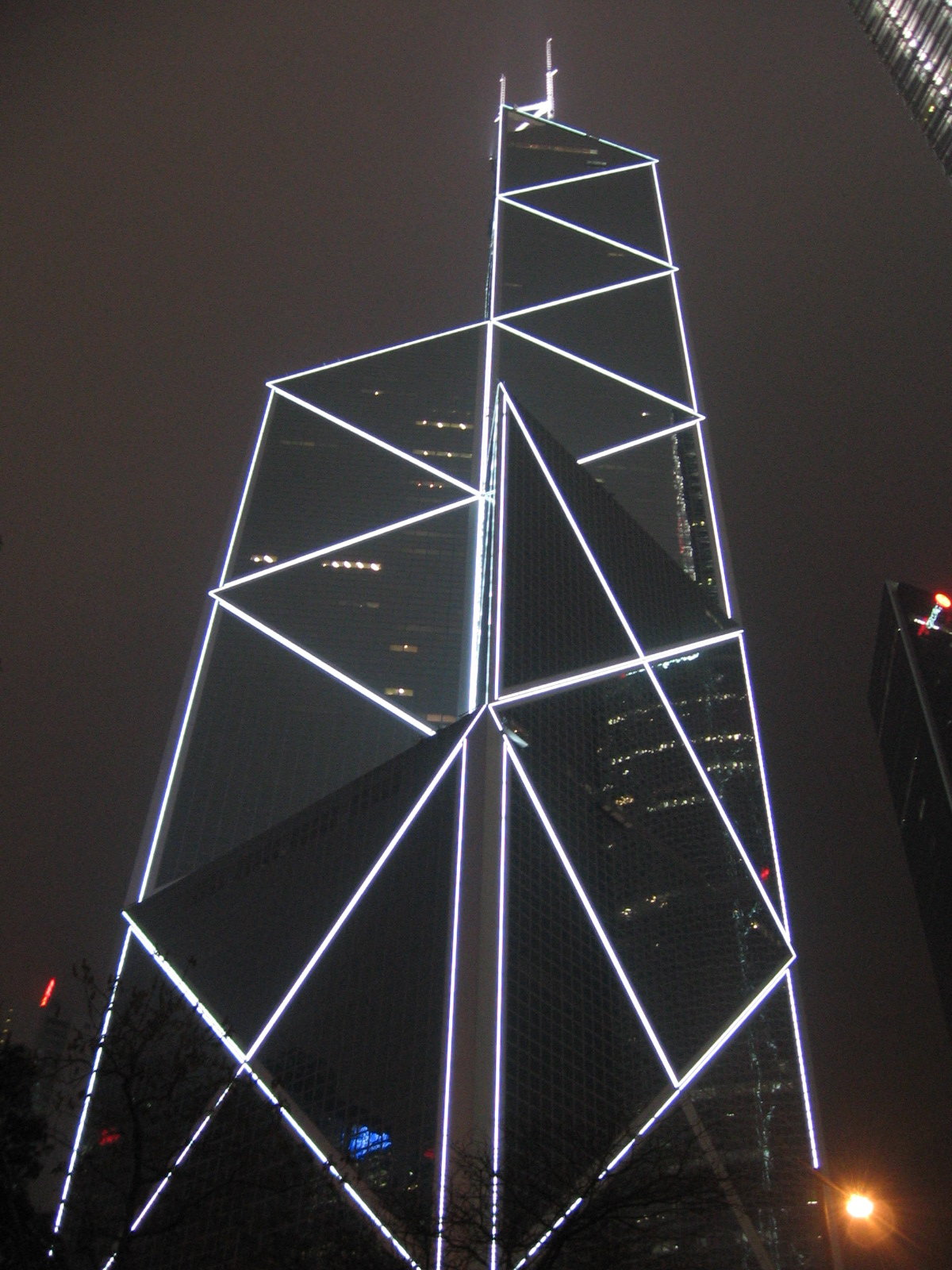
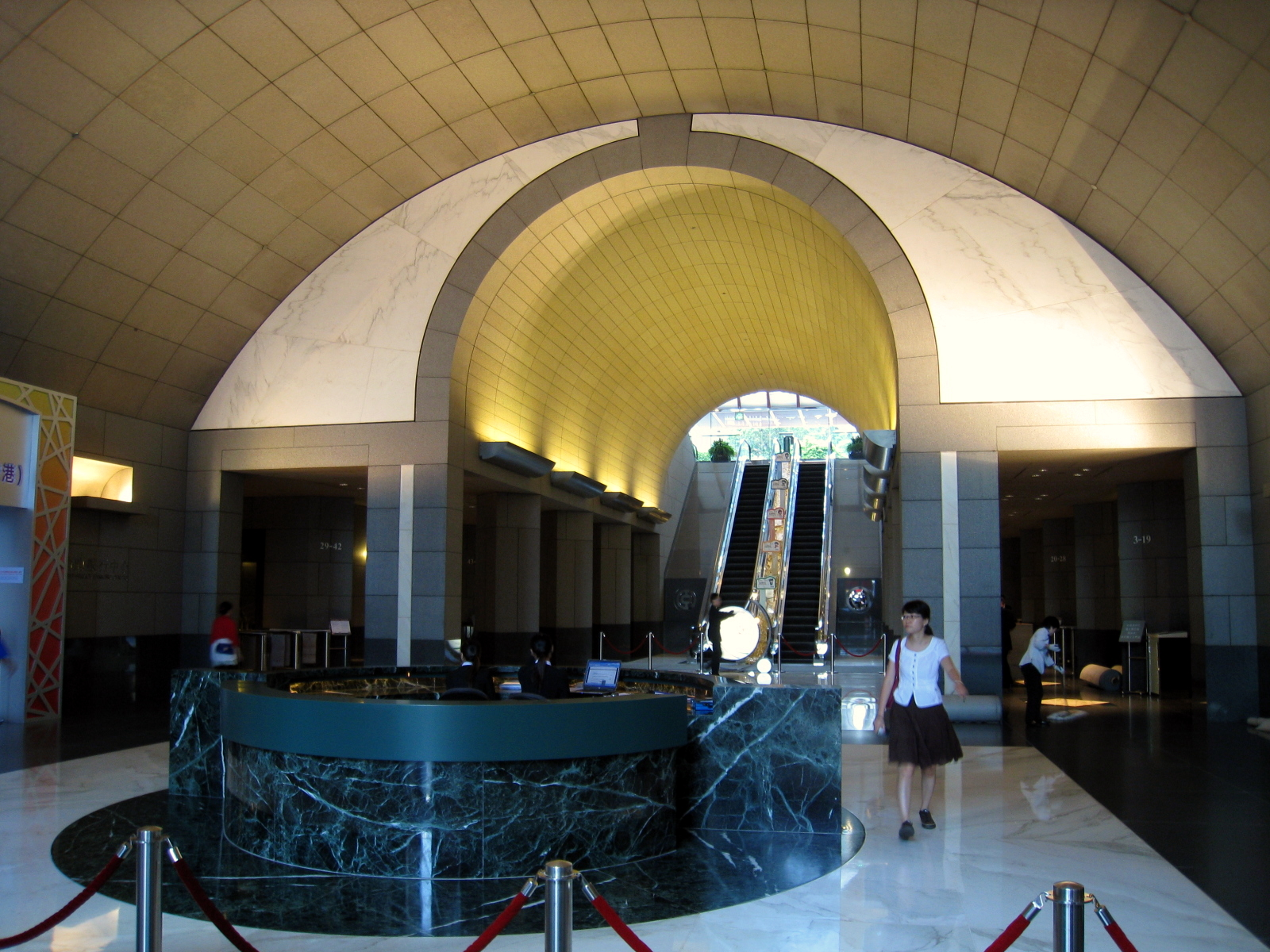